# Aníbal Olivieri
Aníbal Osvaldo Olivieri (Ramos Mejía, 1903-Buenos Aires, 1984)[cita requerida] fue un oficial naval militar argentino, que fue ministro de Marina durante la presidencia de Juan Domingo Perón, y que en 1955 tomó parte en la sublevación para derrocarlo, que consistió esencialmente en el bombardeo de Plaza de Mayo.
Casado con María Luisa Ferré. Egresó de la Escuela Naval Militar en 1926, y de la Escuela de Guerra Naval en 1947; fue profesor en ambos establecimientos y en la Escuela de Mecánica de la Armada, de la que fue director en 1947. Fue comandante del rastreador Parker y de las cañoneras Rosario y Misiones. Subsecretario de Marina entre 1948 y 1949, Ministro de Marina entre el 4 de junio de 1952 y 17 de junio de 1955.

## Biografía
Egresó de la Escuela Naval Militar en 1926, y de la Escuela de Guerra Naval en 1947; fue profesor en ambos establecimientos y en la Escuela de Mecánica de la Armada, de la que fue director en 1947. Fue comandante del rastreador ARA Parker y de las cañoneras ARA Rosario y ARA Misiones. Fue Subsecretario de Marina entre 1948 y 1949.
Fue nombrado Ministro de Marina de la nación el 4 de junio de 1952. Cuando en junio de 1955 se le propuso ponerse al frente de un movimiento armado para matar al presidente Juan Domingo Perón declinó colaborar e intentó disuadir a los oficiales participantes, pero no los denunció ante las autoridades. Poco antes del inicio de las operaciones se internó en el Hospital Naval Central, alegando una afección cardíaca, y prestó su apoyo al ataque del 17 de junio, que derivó en el bombardeo a la Plaza de Mayo, durante el cual no pudieron matar a Perón, pero causaron más de 300 muertos civiles.
Fue expulsado de la Armada y destituido, sometido a consejo de guerra. Fue reincorporado tras el derrocamiento de Perón durante la Revolución Libertadora y designado como representante ante la Organización de las Naciones Unidas. Sin embargo, fue nuevamente expulsado en 1957.
Sobre sus vivencias escribió el libro Dos veces rebelde.
Falleció en Buenos Aires en 1984. Estaba casado con María Luisa Ferré y era padre de Aníbal Osvaldo Olivieri, fallecido en diciembre del 2003, quien fue juez del Tribunal en lo Criminal n° 5 de San Martín.